# 拜納姆峰
拜納姆峰（英語：Bynum Peak）是南極洲的山峰，座標85°3′S 173°41′W，位於杜費克海岸，處於麥克格雷格冰川北岸，屬於毛德王后山脈的一部分，由美國南極名稱諮詢委員命名，現時由南極條約體系管理。